# Vlekribbel
Vlekribbel (Craspedosoma rawlinsii) is een glimmende rood-bruin getekende miljoenpoot uit de familie Craspedosomatidae. De soort wordt maximaal zo'n 1,5 cm lang en is vooral in bossen aan te treffen.